# Международный день отказа от курения
Международный день отказа от курения празднуется на третий четверг ноября. В разных странах мира организуют лекции и митинги по борьбе с курением, а курильщикам предлагают отказаться от вредной привычки хотя бы на один день. Могут проводиться благотворительные акции, раздаваться листовки о вреде курения, проводиться спортивные соревнования и другие мероприятия, связанные с пропагандой здорового образа жизни. Целью праздника является побуждение людей к бросанию курения или к планированию этого процесса.

## История
В 1970-х годах курение было достаточно распространённым и обычным явлением. Праздник был введён Американским онкологическим обществом в 1977 году, первое празднование прошло 16 ноября 1977 года на площади Юнион-сквер в Сан-Франциско. Праздник по своей сути стал эволюцией идеи Артура Маллани, который в 1970 году в городе Рандольф штата Массачусетс предлагал людям прекратить курить на один день, а сэкономленные деньги отдать на благотворительность в местную школу. Инициирование праздника помогло изменению восприятия курения среди американцев.